# 弁蓋部
下前頭回 の弁蓋部（べんがいぶ、英: pars opercularis）は、中心前溝下部と 外側溝上行枝の領域。弁蓋部という名前は島皮質を覆うようにして存在するためにつけられた。弁蓋部は三角部とともにブローカ野を形成している。

## 自閉症との関連
弁蓋部の異常な血流は自閉症との関連が指摘されている。自閉症児が回転する物体に強い興味をしめすことから、最近の理論において、大脳の異常と自閉症が結び付けられて考えられている。
"カリフォルニア大学ロサンゼルス校神経科学者のダプレット（Mirella Dapretto）らが10人の自閉症児と健常児について、モニターに映し出される80種類の様々な表情を観て真似をしているときの脳活動を比較した。局所脳血流量 (BOLD信号)を、機能的核磁気共鳴画像法(fMRI)を用いて計測したところ、この課題において、自閉症児は健常児に比べて脳のこめかみ付近に位置する下前頭回の弁蓋部の活動が低下していた。" 

## 画像

下前頭回弁蓋部の位置を様々な角度から見た動画。赤で示されているところが下前頭回弁蓋部。
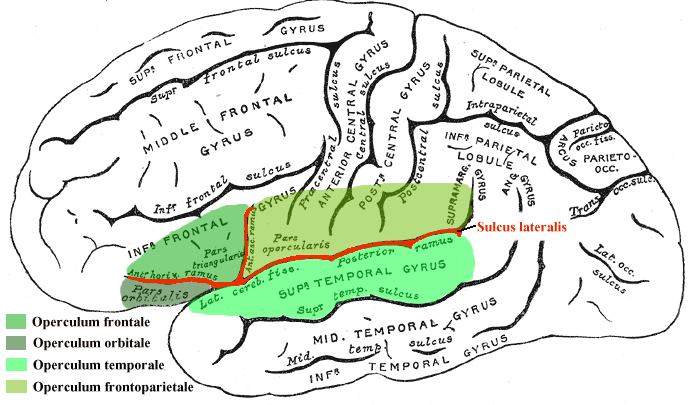
弁蓋部として呼ばれる他の領域
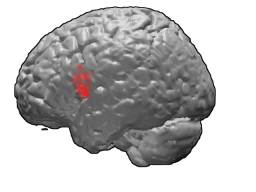
ブロードマンの脳地図における44野